# Jaberiyeh
Jaberiyeh (tiếng Ả Rập: الجابرية) là một ngôi làng Syria nằm ở Sinjar Nahiyah ở huyện Maarrat al-Nu'man, Idlib. Theo Cục Thống kê Trung ương Syria (CBS), Jaberiyeh có dân số 919 trong cuộc điều tra dân số năm 2004.